# Kościół Salezjanów w Przemyślu
Kościół Salezjanów w Przemyślu – kościół św. Józefa, zbudowany w stylu neogotyckim w latach 1912–1923 przez Zgromadzenie Salezjanów w dzielnicy Zasanie.

## Historia

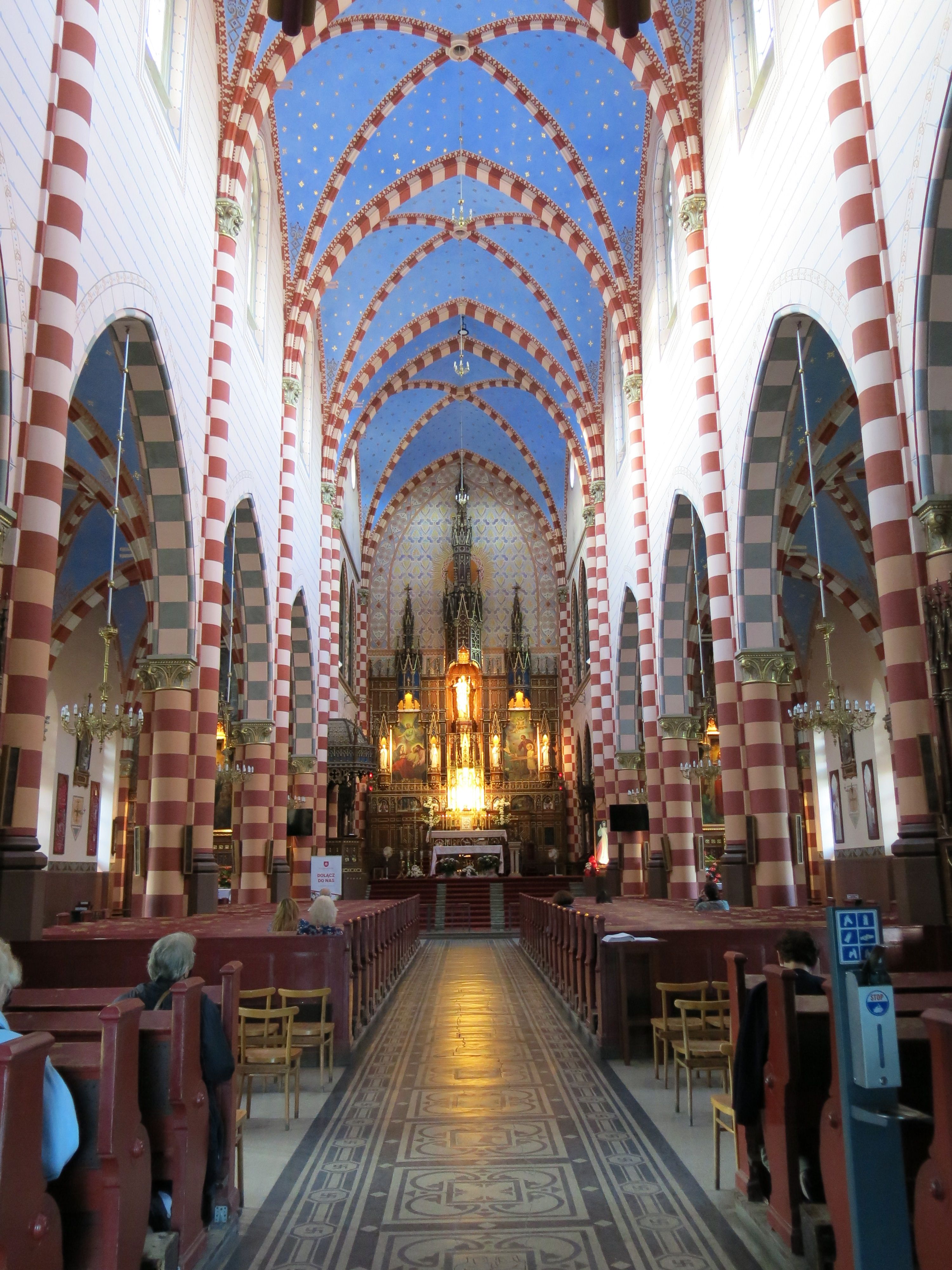
Wnętrze świątyni

Kamień węgielny pod kościół wmurowano 4 maja 1913, a poświęcenia dokonał biskup św. Józef Sebastian Pelczar. Do wybuchu I wojny światowej wzniesiono nawy. W latach 1922–1923 położono gotyckie sklepienie. Kościół został poświęcony 18 listopada 1923, a konsekrowany 6 listopada 1927.
Budowę i wystrój wewnętrzny kościoła zrealizowano w oparciu o projekt włoskiego architekta Mario Ceradiniego. Ołtarz główny z drewna dębowego, złocony wzniesiony został w 1927 z fundacji bp Anatola Nowaka, w trzech kompozycyjnych wieżycach. Po bokach znajdują się dwa obrazy przemyskiego malarza Mariana Strońskiego. Między nimi znajdują się cztery gotyckie wieżyczki z figurami świętych: św. Teresy Wielkiej, św. Franciszka Salezego, św. Barbary i św. Stanisława Kostki. W latach 1949–1950 wybudowano dwa boczne ołtarze, które wykonał przemyski rzeźbiarz Kazimierz Koczapski. Z prawej strony znajduje się ołtarz Serca Pana Jezusa, po bokach którego stoją figury świętych: św. Piusa X i św. Franciszka Salezego. Z lewej strony – ołtarz Matki Bożej Wspomożenia Wiernych z figurami bł. ks. Augusta Czartoryskiego oraz św. Dominika Savio. W 2004 przeniesiono do antepedium tego ołtarza trumnę z ciałem bł. ks. Augusta Czartoryskiego, którą przeniesiono z przedsionka kościoła. Polichromię wnętrza wykonał w latach 1961–1962 artysta malarz Stanisław Jakubczyk z Krakowa. Na tylnych filarach znajdują są ołtarzyki: św. Teresy od Dzieciątka Jezus i św. Antoniego. W chórze znajdują się 39-głosowe koncertowe organy, czeskiej firmy Reigera z 1925 (przebudowane w 1967, odnowione w 2000). Wnętrze świątyni uzupełnia sześć gotyckich konfesjonałów oraz płaskorzeźby Drogi Krzyżowej. W nawie głównej wyłożono w 1925 terazzową posadzkę przedstawiającą 12 figur zodiaku, obramowanych znakiem krzyża równoramiennego o załamanych ramionach – swastykami buddyjskimi, oznaczającymi szczęście i powodzenie. W kaplicy usytuowany jest ołtarz wykonany w 1938 r. przez Jana Wojtowicza z Przemyśla z figurą św. Jana Bosko, założyciela Zgromadzenia Salezjańskiego. Na przeszklonej ścianie kaplicy wiszą portrety świętych Salezjanów: bł. ks. Michała Rua oraz św. Dominika Savio, a na bocznej ścianie obraz współzałożycielki sióstr Córek NMP Wspomożenia Wiernych, św. Marii Dominiki Mazzarello. Polichromię ścian bocznych przedstawiającą sceny z życia św. Jana Bosko, wykonał Stanisław Jakubczyk. Kaplica ta służyła chłopcom dawnej Szkoły Organistowskiej.